# Dendrocalamus asper
Dendrocalamus asper es una especie de bambú originaria del sudeste de Asia.

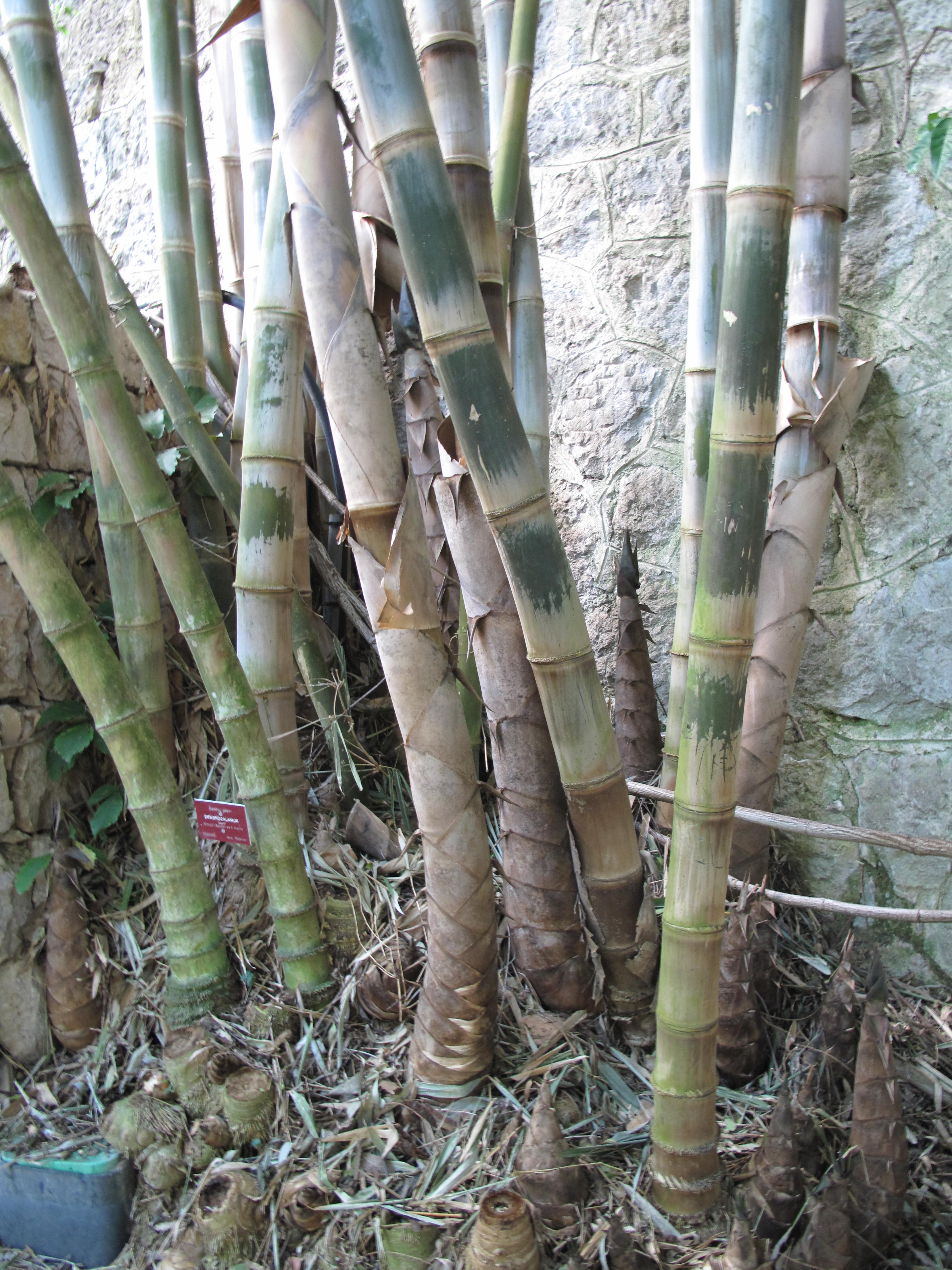
Vista de los tallos

## Descripción
Es una especie de bambú gigante, que forma agrupamientos densos tropicales y subtropicales y son nativas del sureste de Asia. De este bambú la madera se utiliza como material de construcción para la construcción pesada, y los brotes se consumen como verdura.
Esta variedad de bambú del género Dendrocalamus alcanza un tamaño de 15-20 metros de altura y 8-12 cm de diámetro. Se encuentra comúnmente en la India y los países vecinos.

## Taxonomía
Dendrocalamus asper fue descrita por (Schult.) Backer in K.Heyne, y publicado en Nutt. Pl. Ned.-Ind., ed. 2, 1: 301 (1927).
Sinonimia
- Arundarbor bitung (Schult.) Kuntze
- Arundo aspera (Schult.f.) Oken
- Arundo piscatoria Lour.
- Bambusa aspera Schult.f.
- Bambusa bitung Schult.f
- Bambusa flagellifera Griff. ex Munro
- Calamagrostis piscatoria (Lour.) Steud.
- Dendrocalamus flagellifer Munro
- Schizostachyum bitung (Schult.) Steud.
- Schizostachyum loriforme Munro
- Sinocalamus flagellifer T.Q.Nguyen[4]